# Droga wojewódzka 799
Die Droga wojewódzka 799 (DW 799) ist eine vier Kilometer lange Droga wojewódzka (Woiwodschaftsstraße) in der polnischen Woiwodschaft Masowien, die Dziecinów mit Ostrówek verbindet. Die Strecke liegt im Powiat Otwocki.

## Streckenverlauf
Woiwodschaft Masowien, Powiat Otwocki
-  Dziecinów (DW 801, DW 805)
- Kosumce
-  Ostrówek (DK 50, DW 680)